# 隠された手

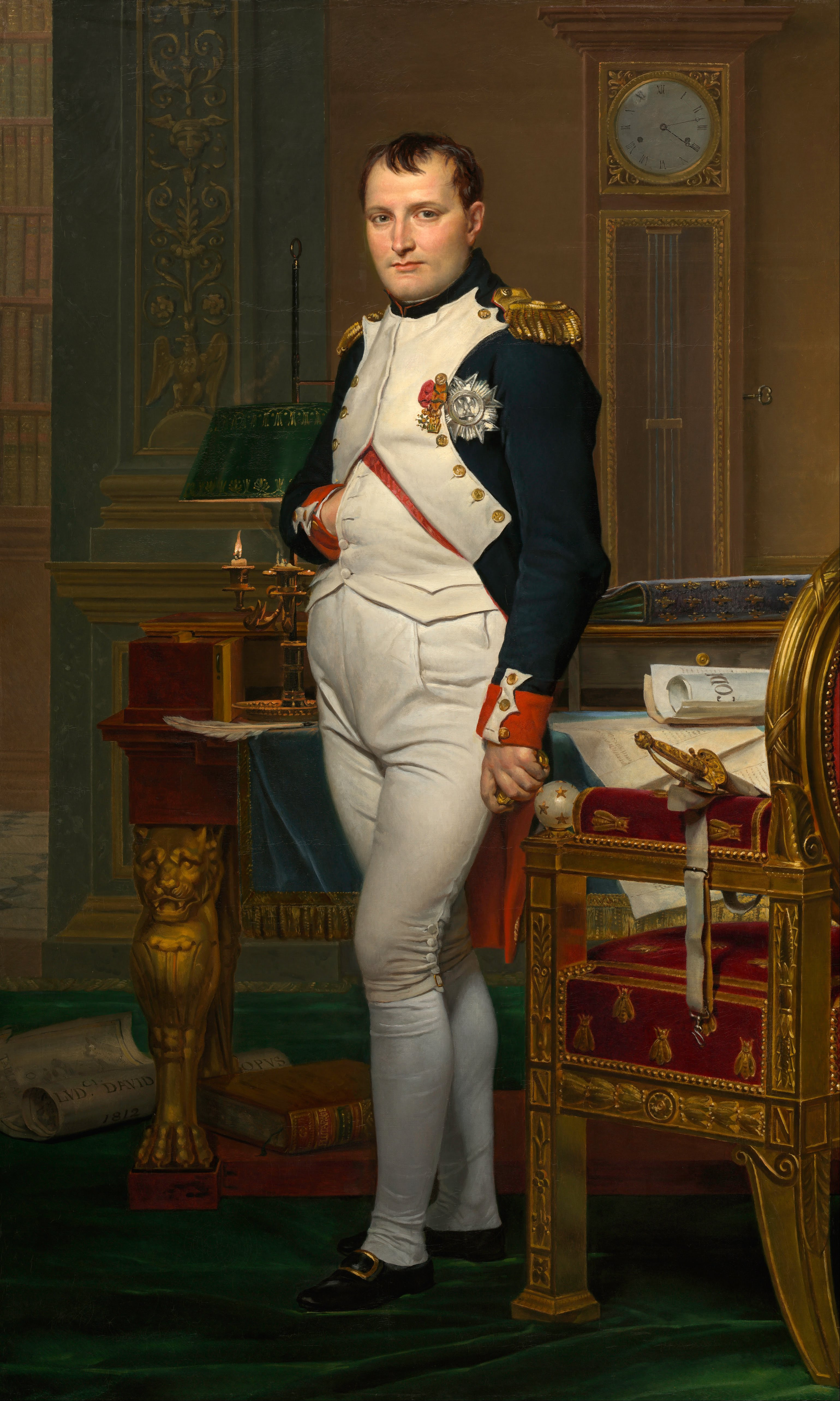
The Emperor Napoleon in His Study at the Tuileries (1812)

隠された手（英語：hidden hand）とは、18世紀以降の肖像画に見られる手を隠す所作で、落ち着き揺るぎのないリーダーであることを示すジェスチャーである。
ナポレオン・ボナパルトの肖像画を描いたジャック＝ルイ・ダヴィッドの肖像画によく見られることから、このポーズの際にはナポレオンが良く引き合いに出される。

## 概要
紀元前の古代ギリシア、アテナイの政治家アイスキネスは、衣類の外に出した手と共に話するのは行儀が悪いと述べている。また、18世紀早期の宗教家ジャン＝バティスト・ド・ラ・サールが1702年に「腕を組んだり、背中の後ろで腕を絡ませたり、さりげなくぶら下げたり、歩きながら振り回したりするのは良くない。（中略）。杖、腕カバー、手袋がない場合は、ジャケットの開口部に右腕を入れて胸や胃の上に置くのが一般的である。」とマナーの本を著してる。
このポーズは、18世紀の英国の肖像画で、絵のモデルが上流階級であることを示すために使用された。18世紀初期の「紳士の所作」に関する指南書には、「謙虚を抑えた男らしい大胆さ」を表現するポーズであると記されている。
初期のカメラが長時間露光が必要であるということから、手を固定して維持しやすいという利点もあった。
心理学では、手をポケットなどに隠す行為は、拒絶や警戒心を表すポーズであるとされている。
日本では幕末の写真によく見られるが、これは手が映ると大きくなったり、手に良くないことがあるという俗信が流れていたという説がある。

## ギャラリー

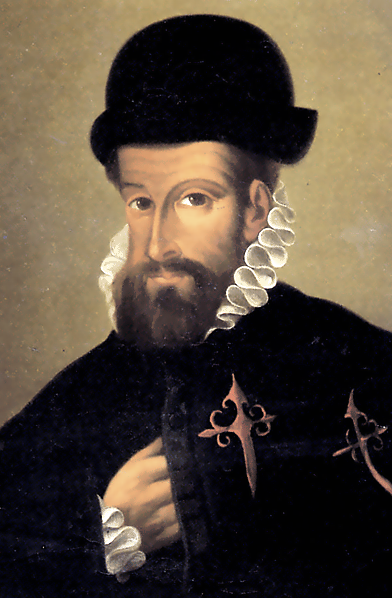
スペインのインカ帝国を侵略した軍人フランシスコ・ピサロ
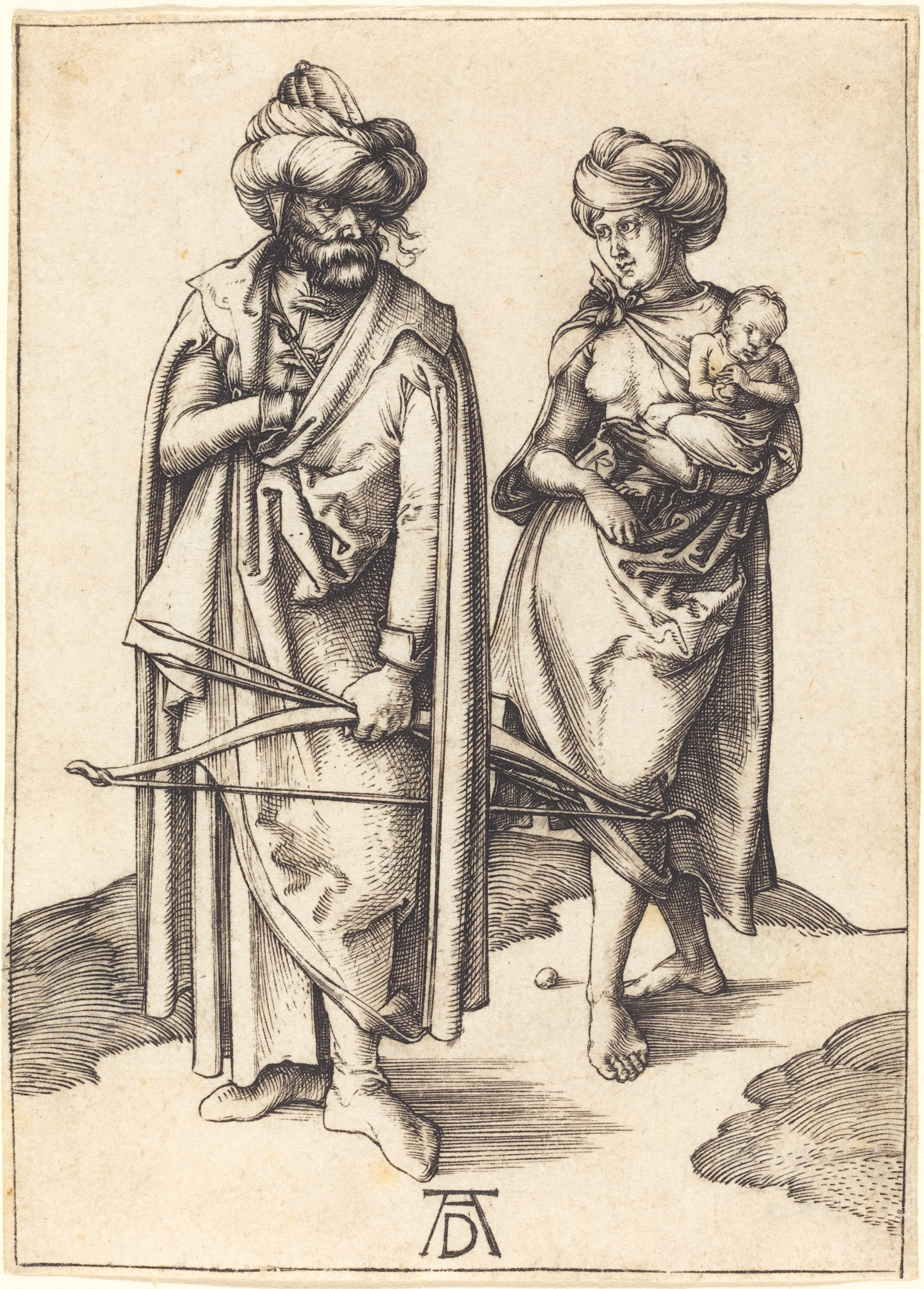
An Oriental Family 作 アルブレヒト・デューラー, ca. 1496
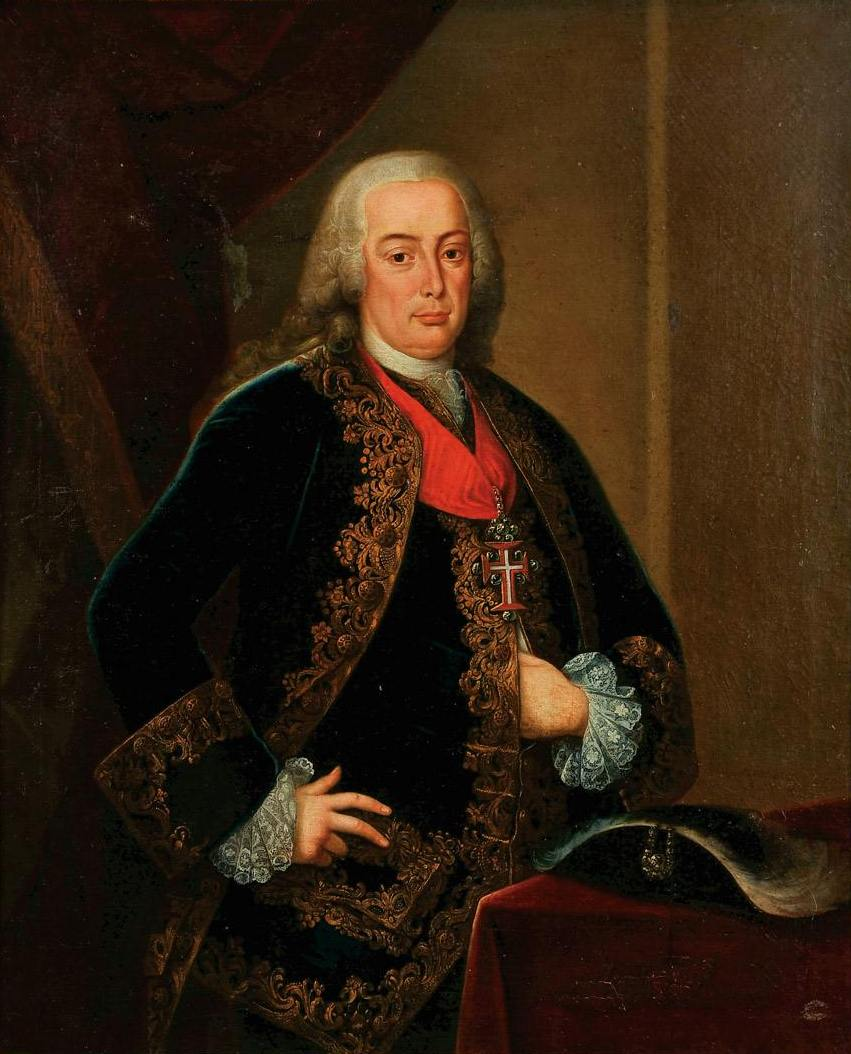
ポルトガルの貴族ポンバル侯爵セバスティアン・デ・カルヴァーリョ
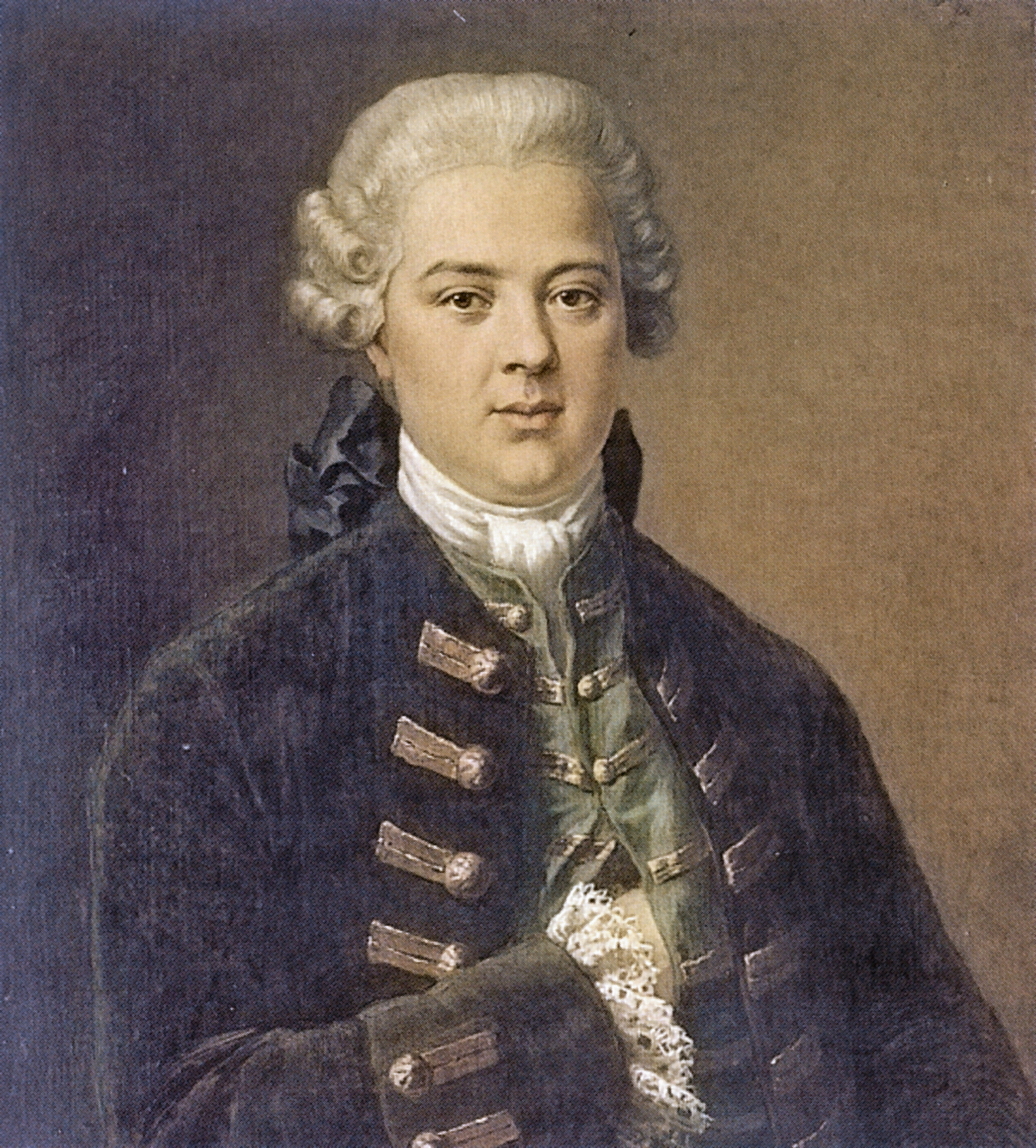
ハンブルクの銀行家Johann Hinrich Gossler
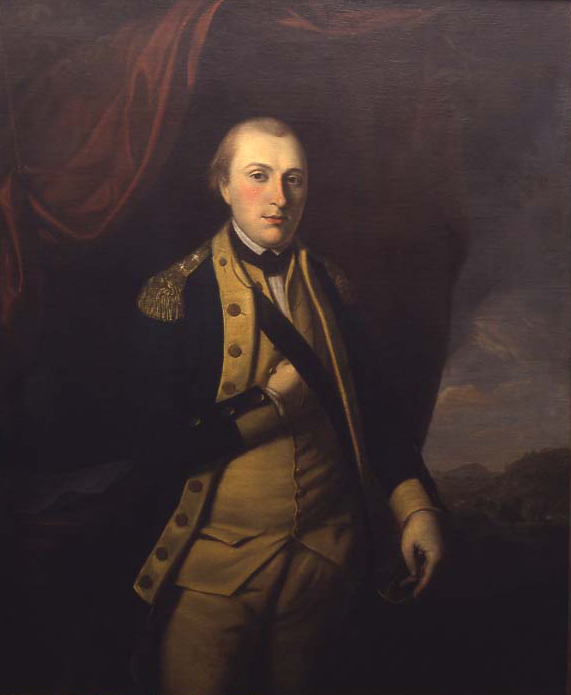
フランスの将軍ラファイエット
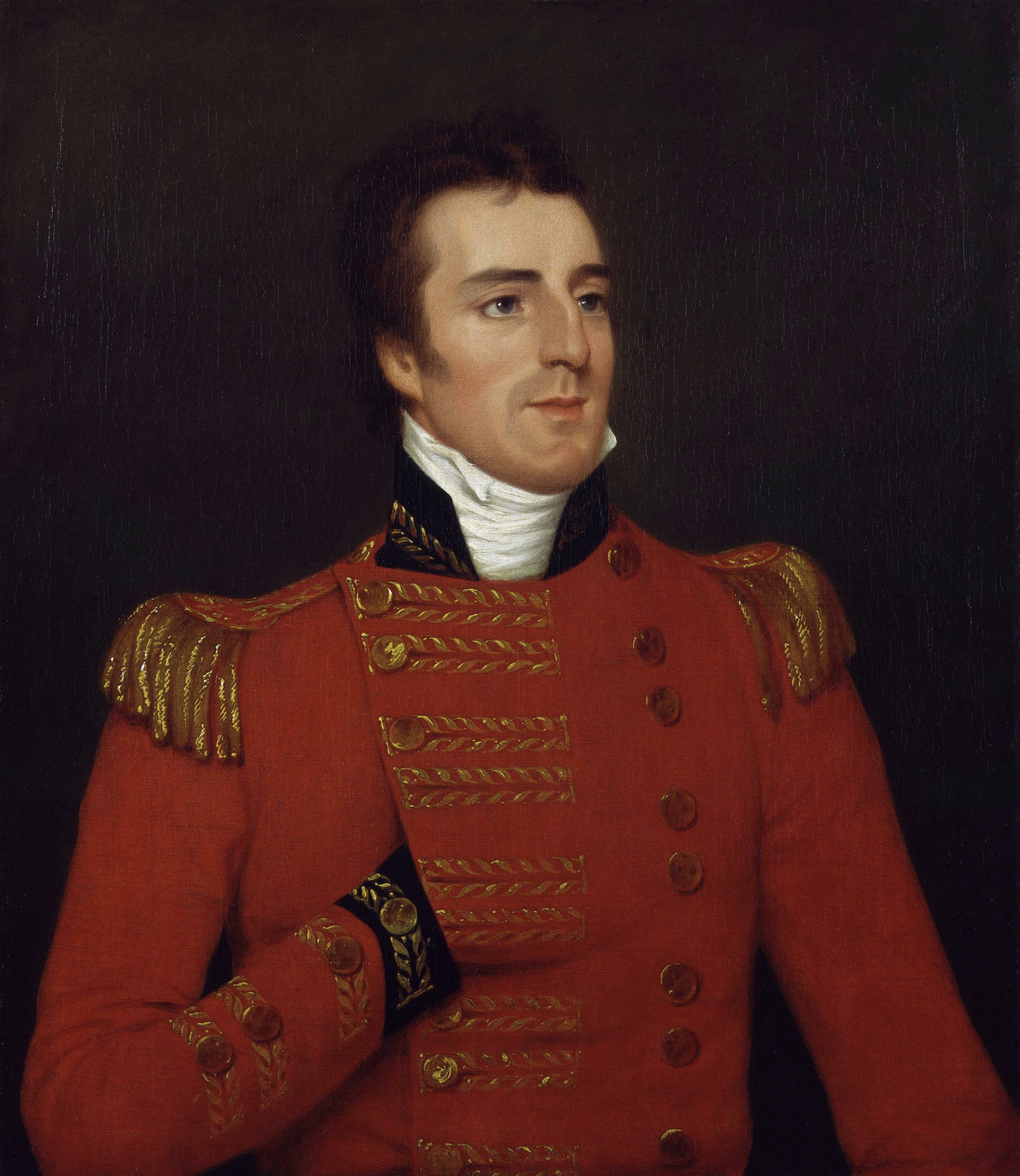
アーサー・ウェルズリー (初代ウェリントン公爵)
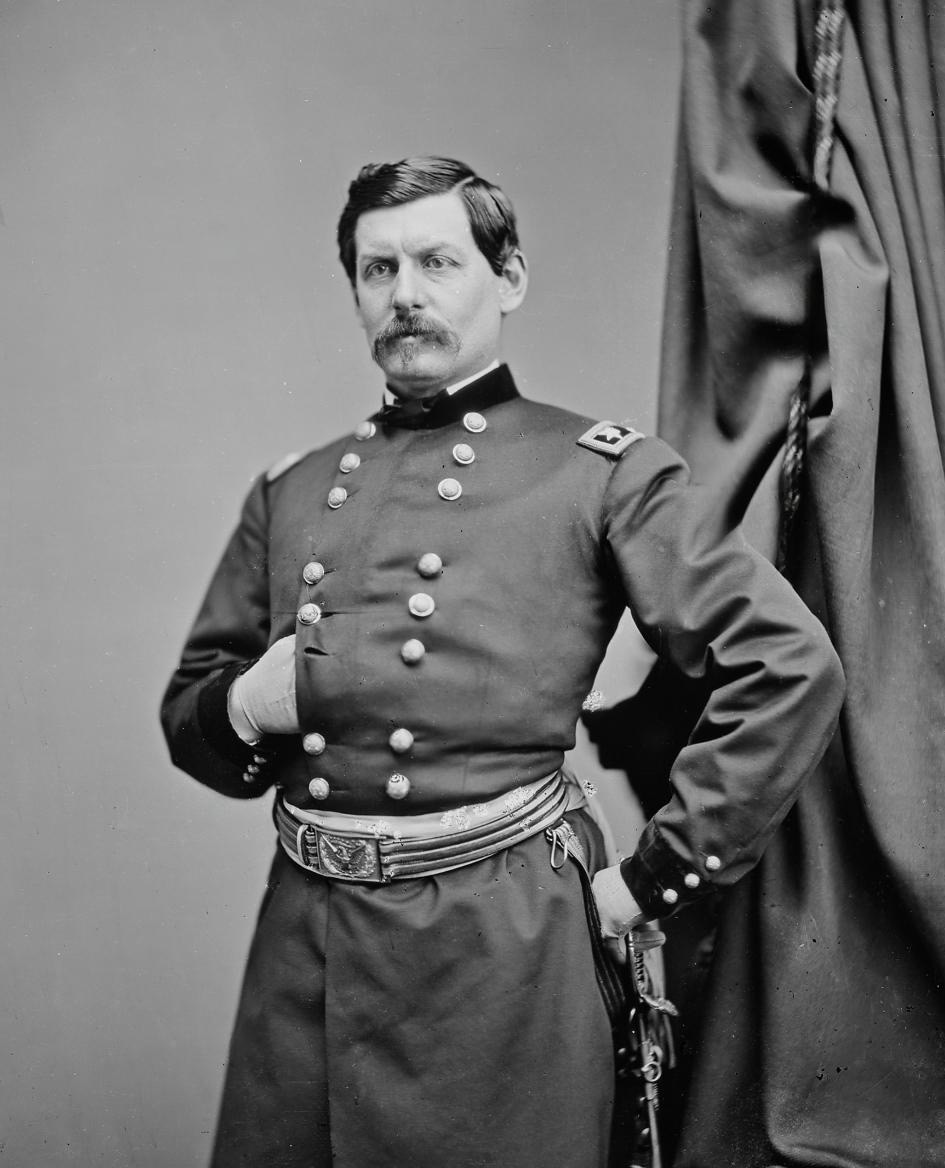
アメリカ南北戦争、北軍の最高司令官ジョージ・マクレラン
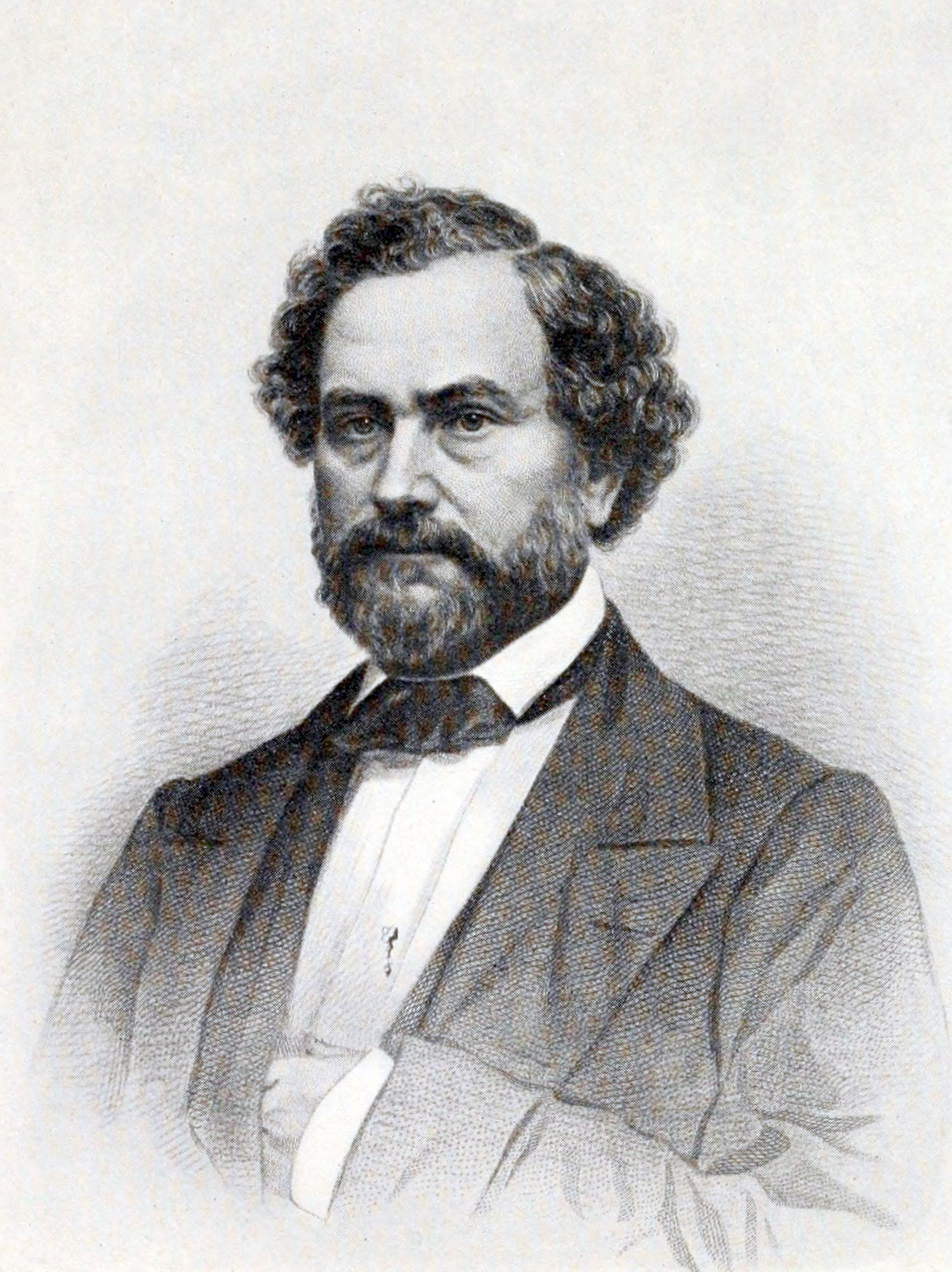
アメリカの実業家サミュエル・コルト
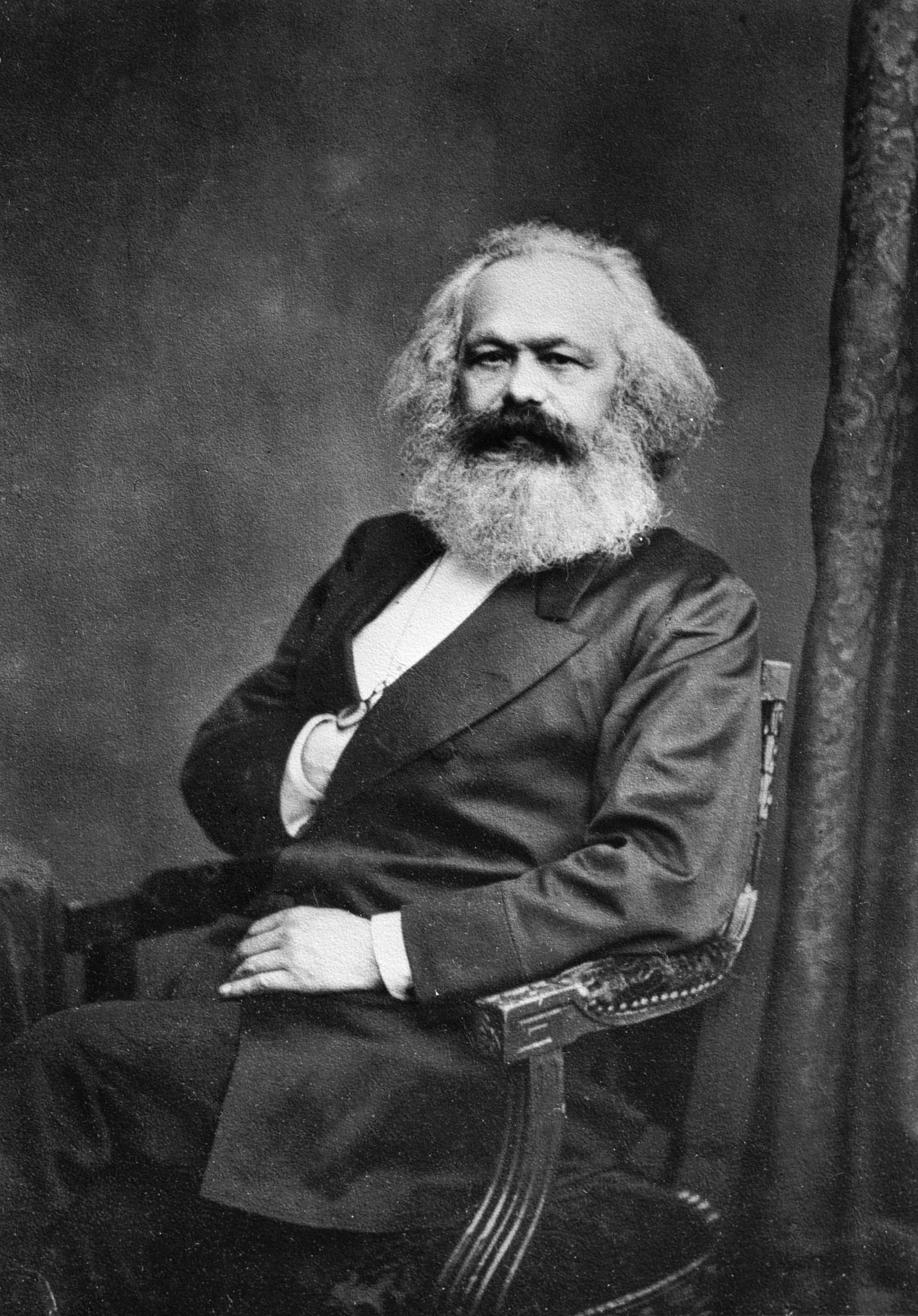
経済学者カール・マルクス
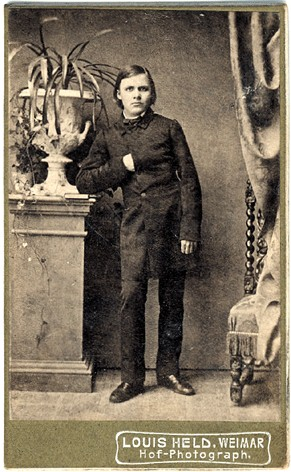
哲学者フリードリヒ・ニーチェ
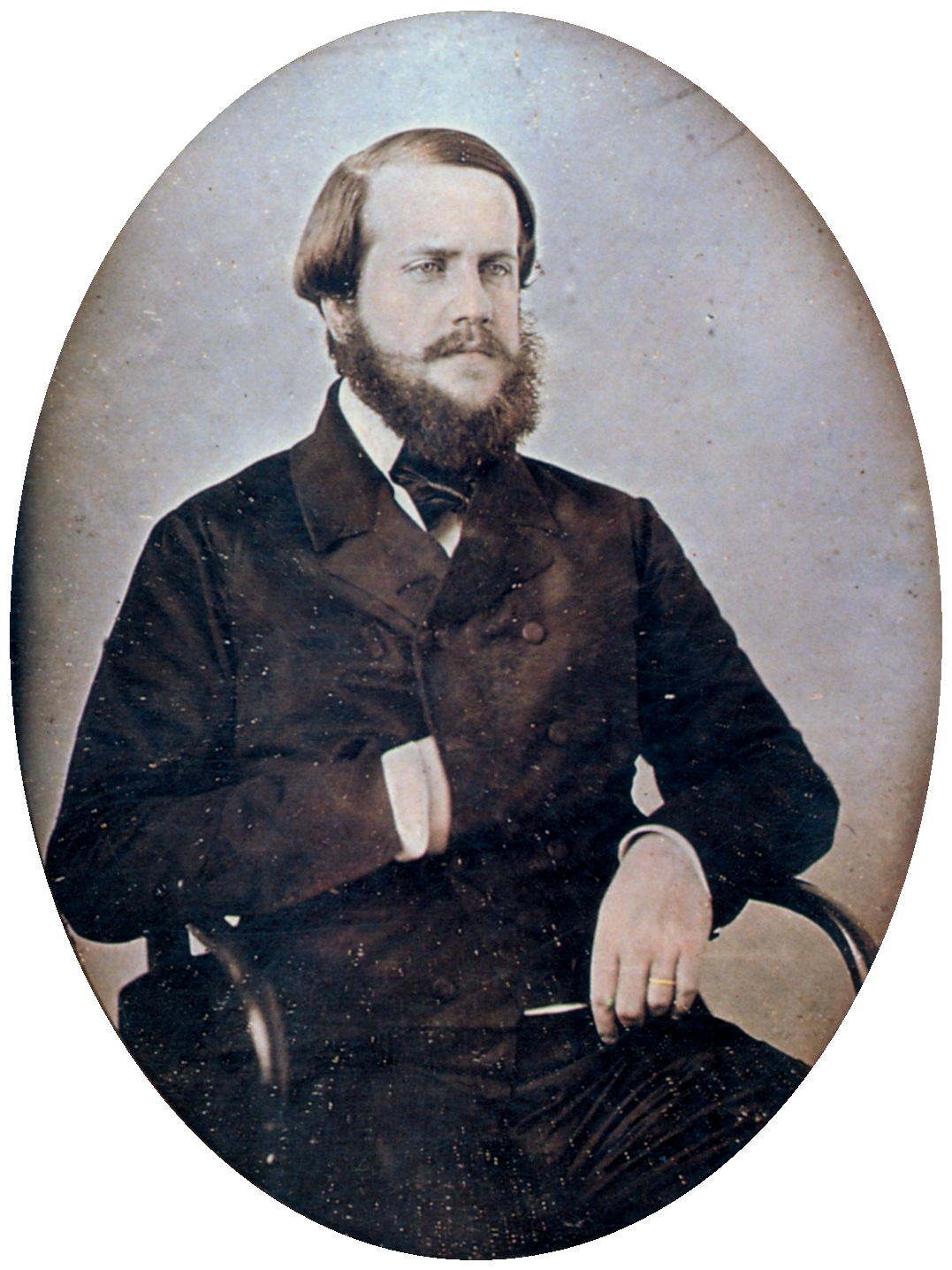
ペドロ2世 (ブラジル皇帝)
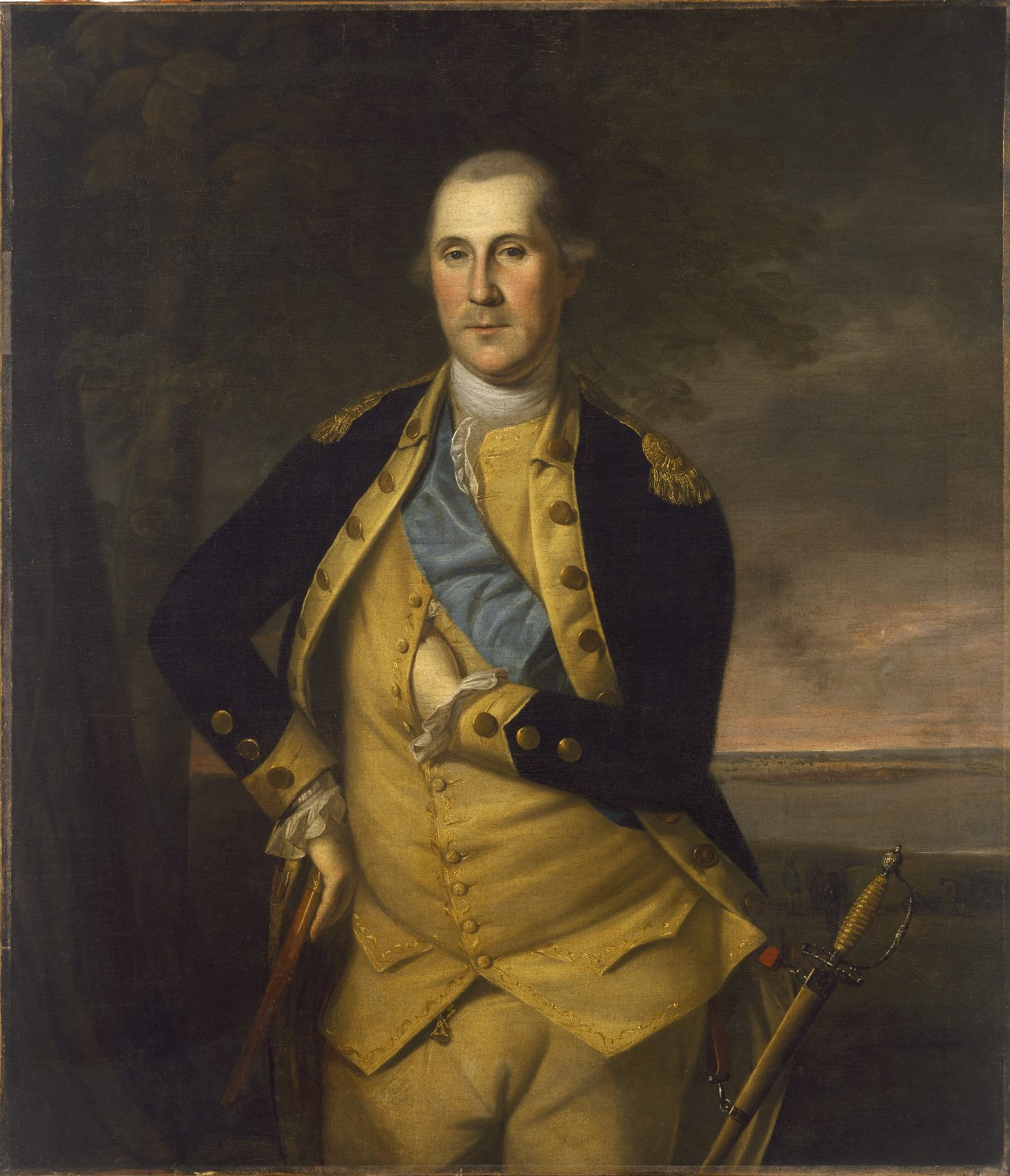
アメリカ初代大統領ジョージ・ワシントン
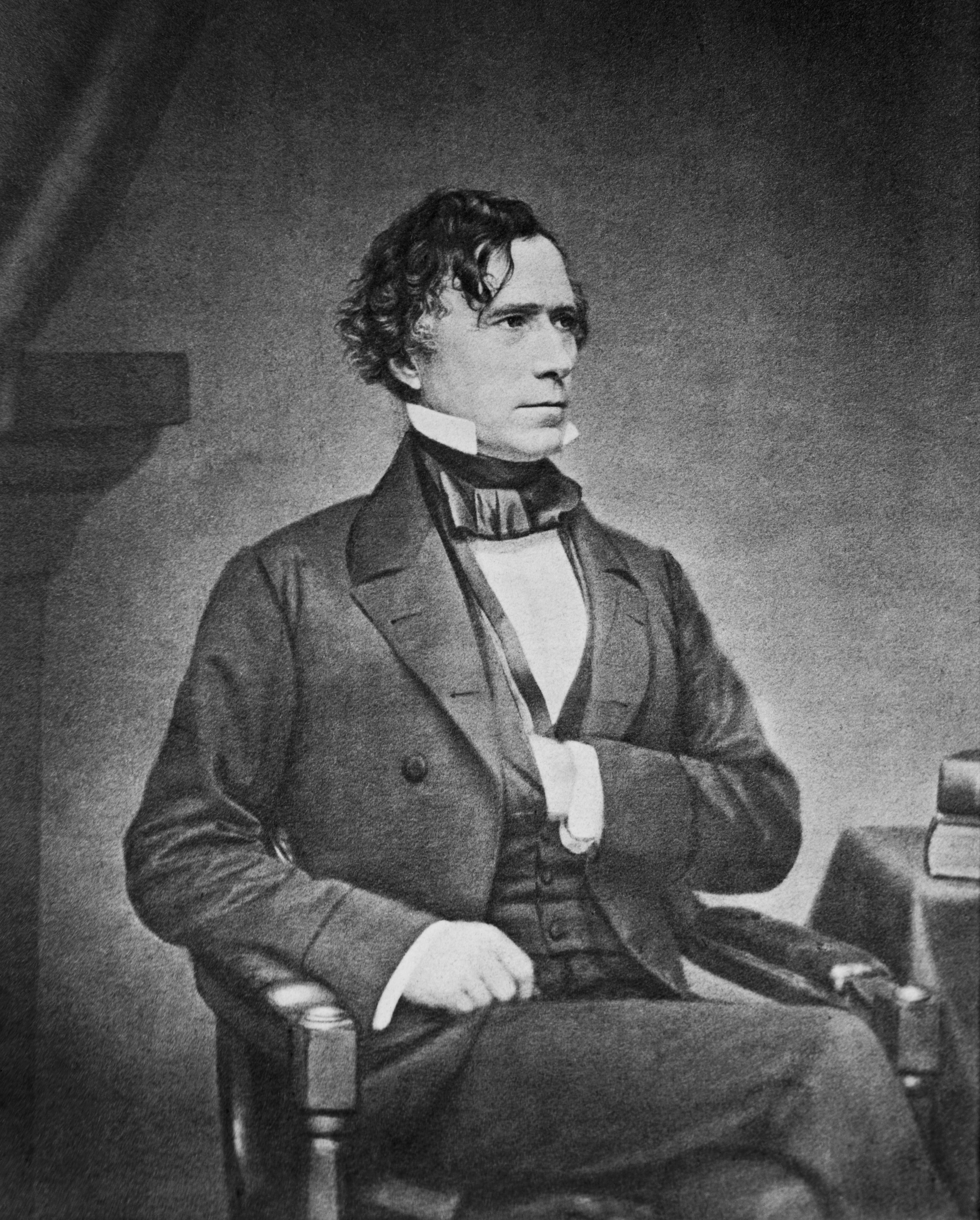
アメリカ14代大統領フランクリン・ピアース
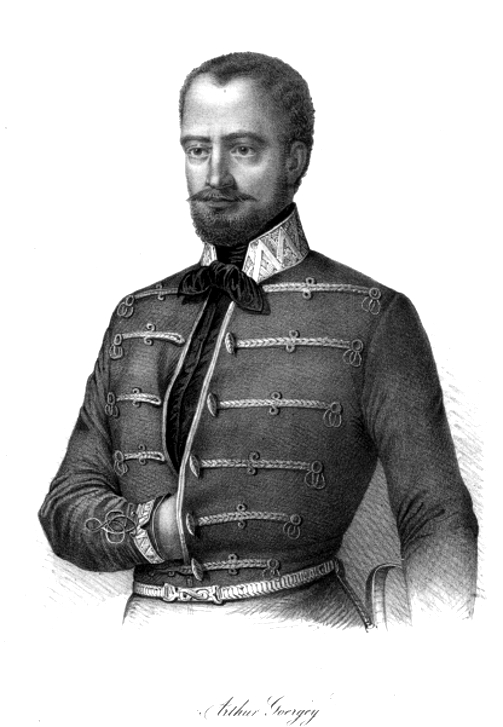
ハンガリーの将軍Artúr Görgei
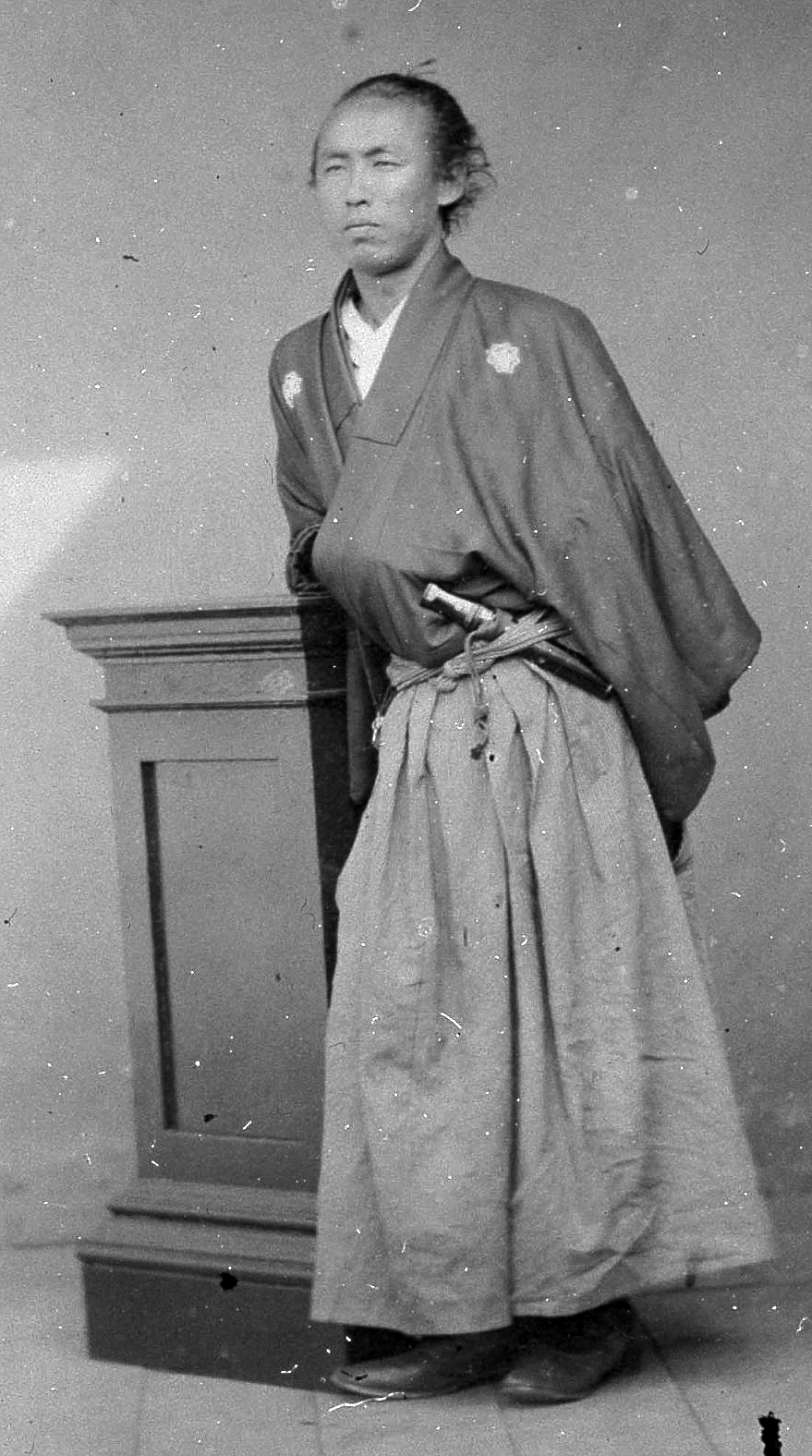
維新志士の坂本龍馬
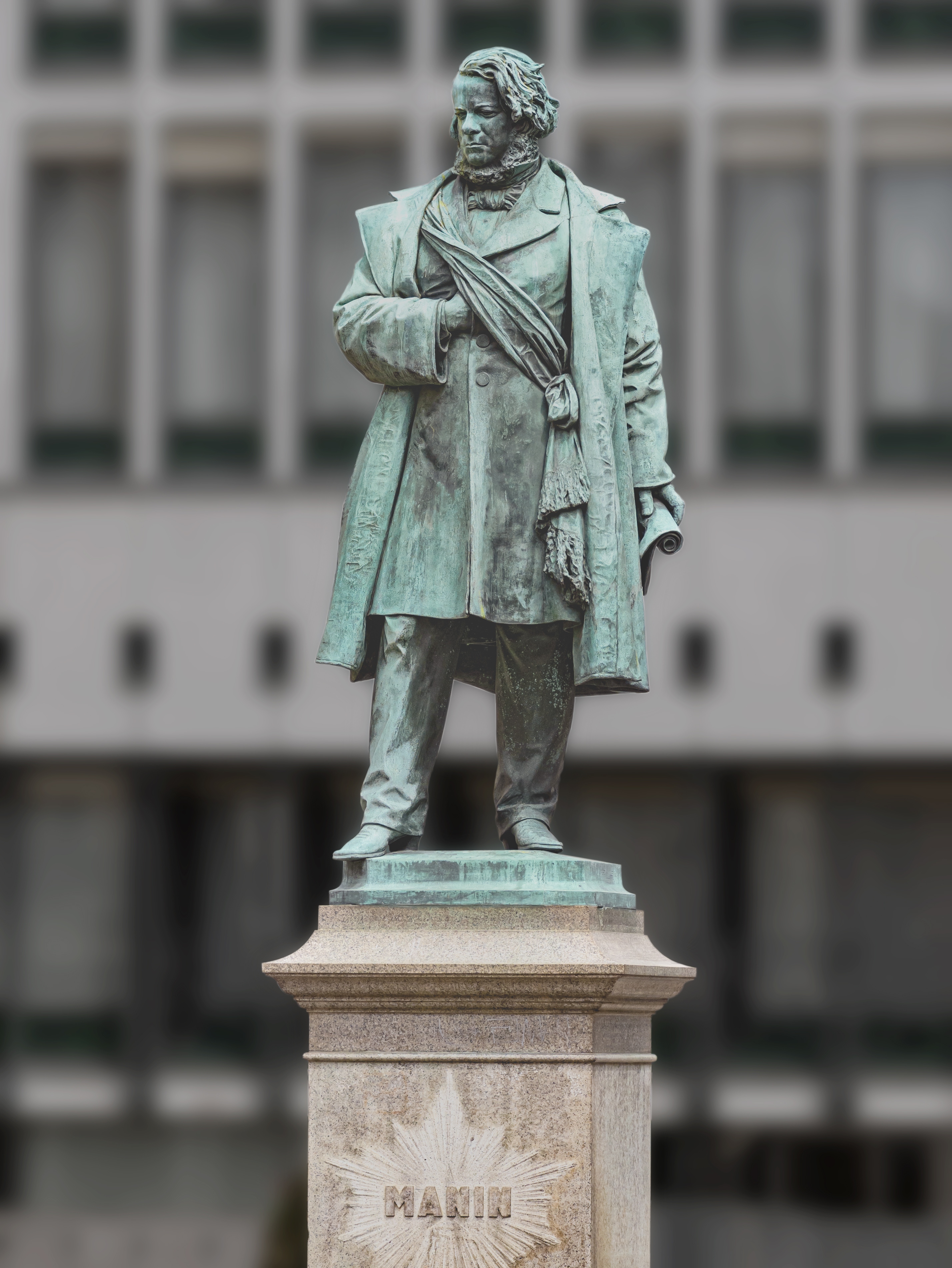
ヴェネツィア臨時政府大統領ダニエーレ・マニン